# 奧斯穆斯島
奥斯穆斯岛是爱沙尼亚的一座岛屿，位于波罗的海芬兰湾北部，距爱沙尼亚大陆7.5公里。行政上属于莱内县。全岛面积为4.8平方公里。
在苏联合并爱沙尼亚前，岛上约有130名居民，主要为爱沙尼亚瑞典人。瑞典人定居该岛的历史可追溯数个世纪。现在该岛上常住人口仅两人。
该岛现在是自然保护区。

## 地名
该岛的瑞典语名（或）来自维京人的主神奥丁，在神话中他葬在该岛。爱沙尼亚语的岛名词源不明。

## 历史
瑞典人在该岛定居的历史最早可上溯至14世纪，但在18世纪之前该岛的历史记载都很少。该岛最早有人居住的时间不明，可能在维京时代即有人定居。该岛的人口一直变动不定，如1710年的瘟疫流行据说仅剩数人存活。20世纪该岛的人口一直稳定上升，并在1930年代达到了顶峰。据1934年爱沙尼亚政府统计，该岛人口131人，除了岛上灯塔管理员一家之外均为瑞典人。
1765年在该岛北岸首次建成灯塔。1850年翻新。该灯塔于1941年为撤退的苏军所毁。现灯塔为1954年所建。

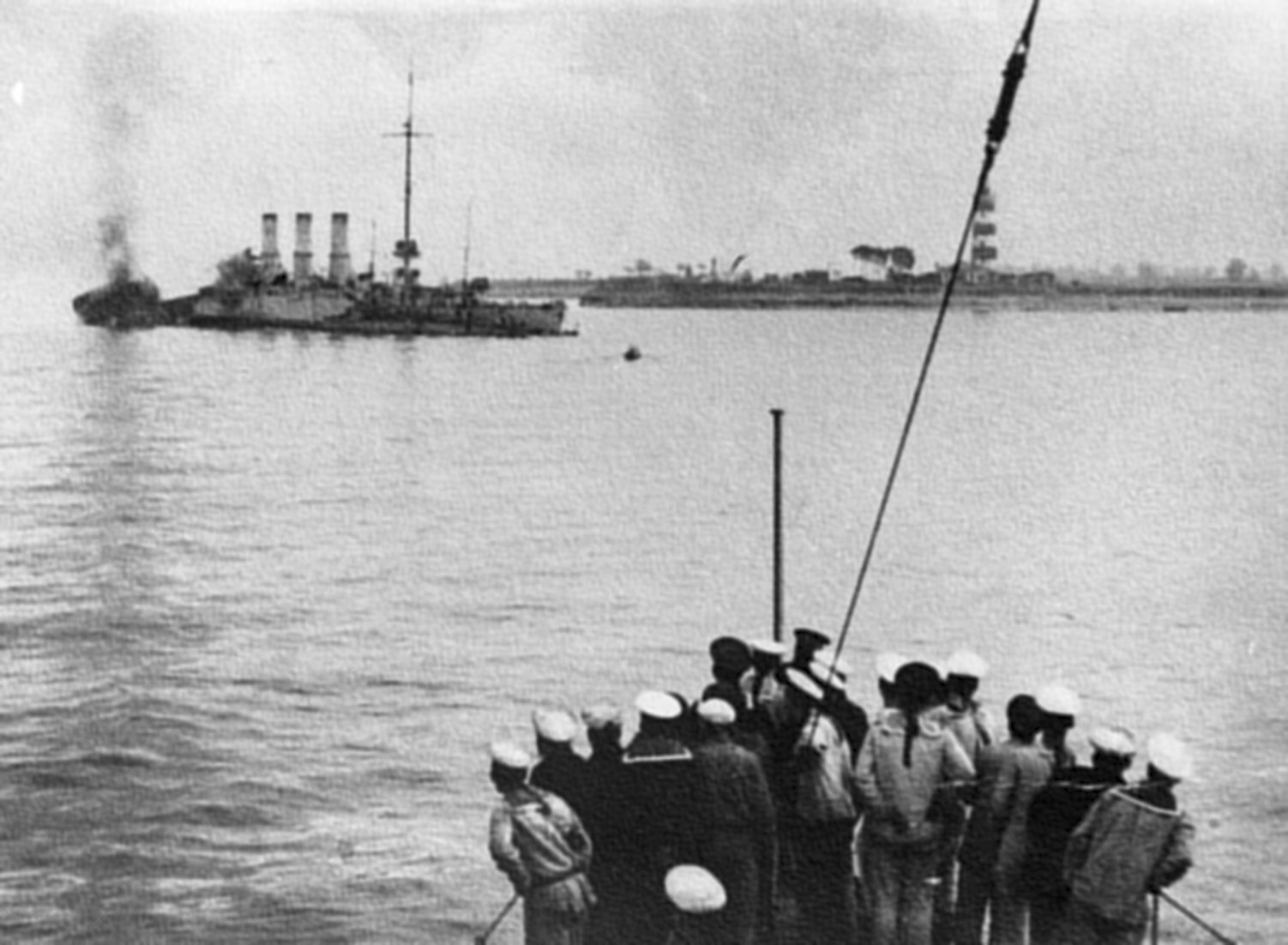
搁浅后的马格德堡号巡洋舰，背景为奥斯穆斯岛灯塔

1914年第一次世界大战时，德国轻巡洋舰马格德堡号在该岛北端附近搁浅并沉没。
第二次世界大战期间，该岛上所有居民都被迫离开。1940年六月12日，因该岛被作为苏军军事基地，岛民被撤至沃尔姆西岛。1941年，随着德军的进攻，该岛是最后一处在爱沙尼亚被苏军放弃的立足点。1942年，在纳粹德国占领爱沙尼亚期间，岛民可以回到家园，但接近的苏军迫使他们立即永久离开该岛。1944年二月，最后46名居民离开前往瑞典。

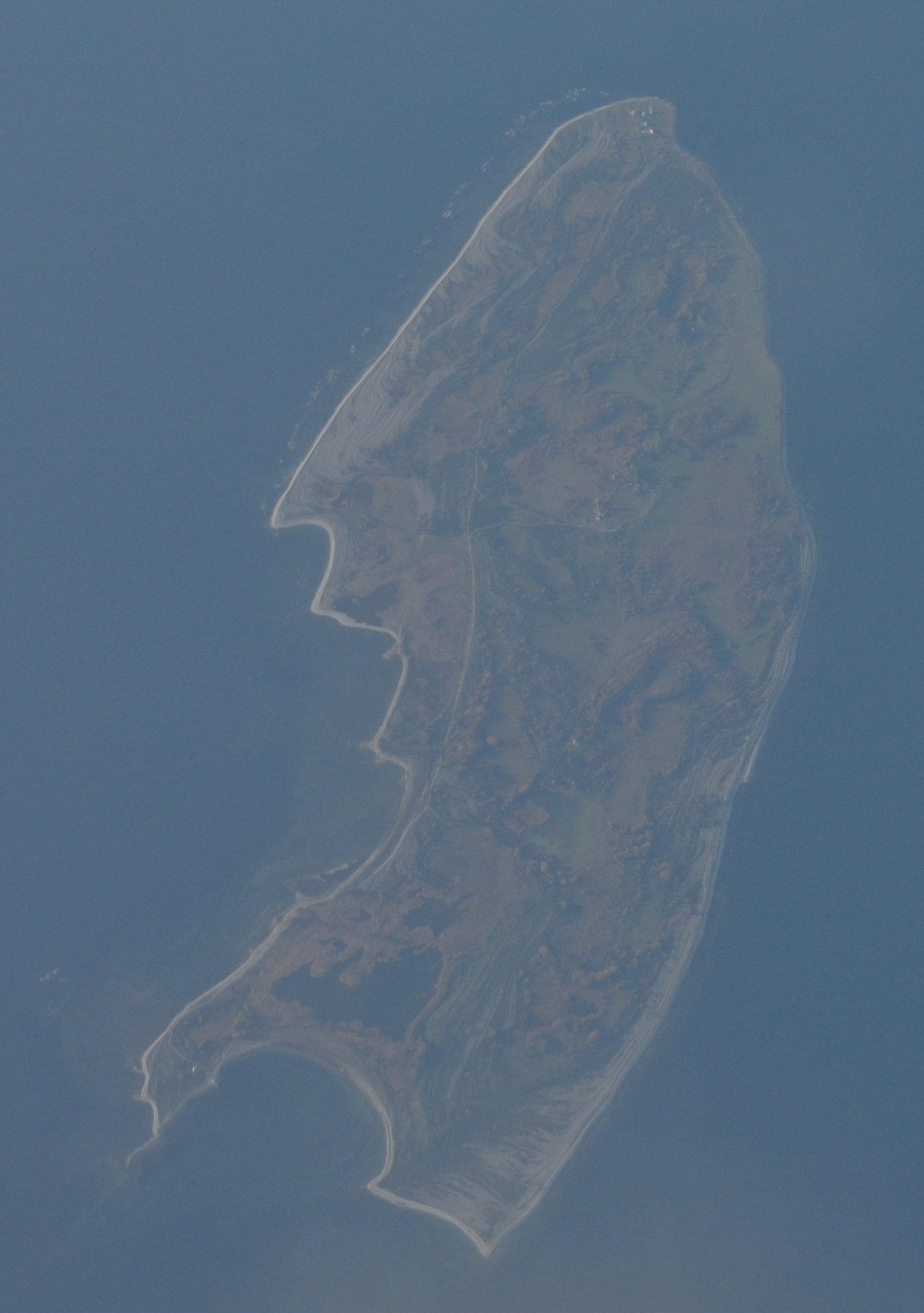
十二公里高航拍奥斯穆斯岛

1944年9月19日苏联及芬兰之间签署的《莫斯科和平协定》生效后，根据条约第17条规定，芬兰必须交出所有商业船只以供盟军使用。1944年9月末，苏联要求芬兰提供50艘双桅帆船及50艘摩托艇及同其芬兰船员一道，于1944年10月2日送至奥斯穆斯岛。该队芬兰海军被称作阿尔霍分遣队，以其指挥官奥拉维·阿尔霍（Olavi Arho）得名。这支帆船队的领队是海军上尉保罗·洪吉斯托（Paul Hongisto）。帆船及摩托艇被迫执行公务，但船员在公务期间可领取每日250芬兰马克的报酬。阿尔霍分遣队服役于萨雷马岛与希乌马岛的苏军后勤部，与塔林建立联系。

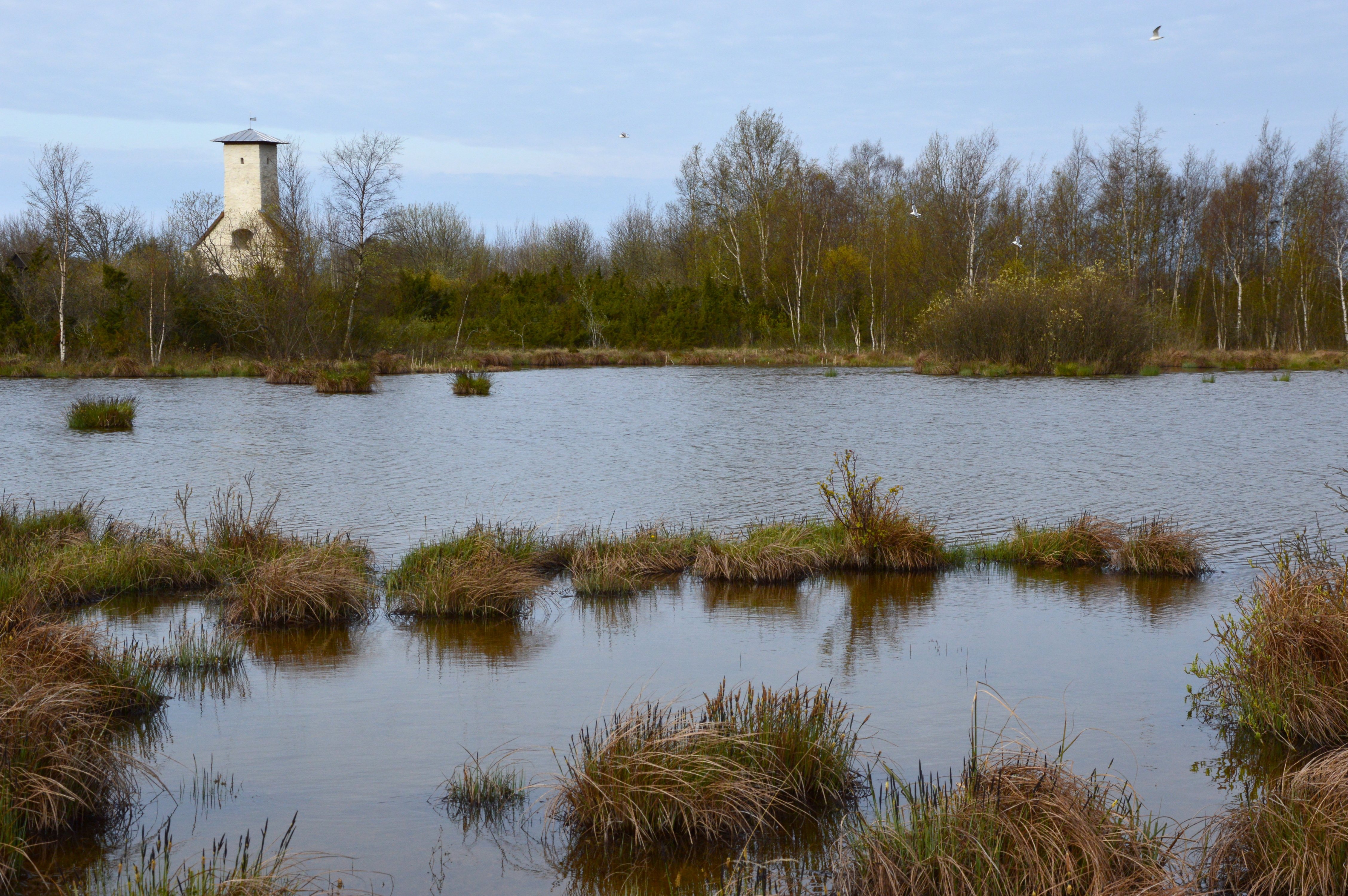
Kappelkärre湖及教堂遗迹

从奥斯穆斯岛出发的许多船只均驶向哈普沙卢的Rohuküla村，以支援苏军在莫昂宗德群岛登陆作战中占领的萨雷马岛及希乌马岛。10月4日，芬兰的双桅帆船将苏军士兵、马匹及大炮运至希乌马岛的Heltermaa，每艘帆船都载有约一个苏军步兵连。同日稍晚，芬兰船只又接到命令前往萨雷马岛，德军已从穆胡岛撤退至此。1944年10月5日，两支苏军分遣队及旅团被运送至萨雷马岛上的Triigi村和Taaliku村。
1945年11月7日，最后的双桅帆船及摩托艇回到了芬兰。50艘双桅帆船中9艘因大浪沉没，另有7艘在战火中被击沉，共损失16艘。还有1艘帆船Greta I号于10月4-5日在前往奥斯穆斯岛的途中失踪。10月16日德军潜艇U-481击沉帆船Endla号、Dan号及Maria号。10月25日潜艇U-958以鱼雷击沉了帆船Linnea号。8名芬兰士兵在整个行动中牺牲。其余的德军攻击并未成功。50艘摩托艇共损失22艘，但并未有人员损失。阿尔霍分遣队于1944年11月2日返回至芬兰的汉科，结束了他们的使命。
晚至1945年，奥斯穆斯岛附近海域仍有德国海军活动。1945年2月4日，德军潜艇U-745 为水雷炸沉，1945年2月19日，U-676亦为水雷所炸沉。
在苏联时期，该岛为苏联海军所利用。原本计划在此安置一个1200人的单位，但该单位似乎已于1947年被解散，故而之后该岛上仅驻扎最多40人的海军单位。
爱沙尼亚独立后，岛上驻军于1993年撤出，留下不少军事建筑遗迹。自苏军撤出后，奥斯穆斯岛上一直未有居民，直至2001年首次有2人上驻该岛。
1996年成立了奥斯穆斯岛风景保护区，以保护该岛上的地质结构、植被群及鸟类群系。

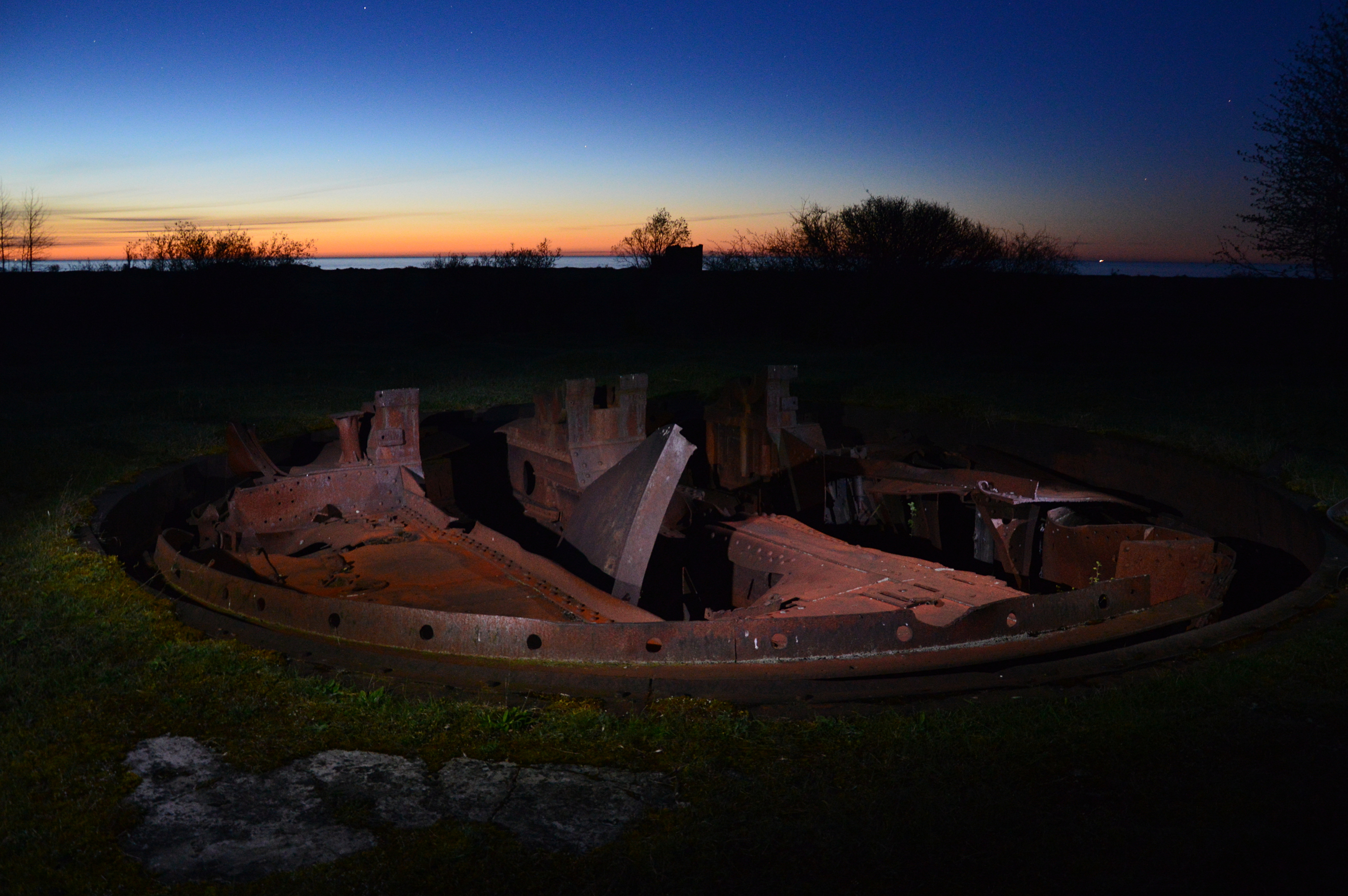
MB-2-180加农炮之遗迹
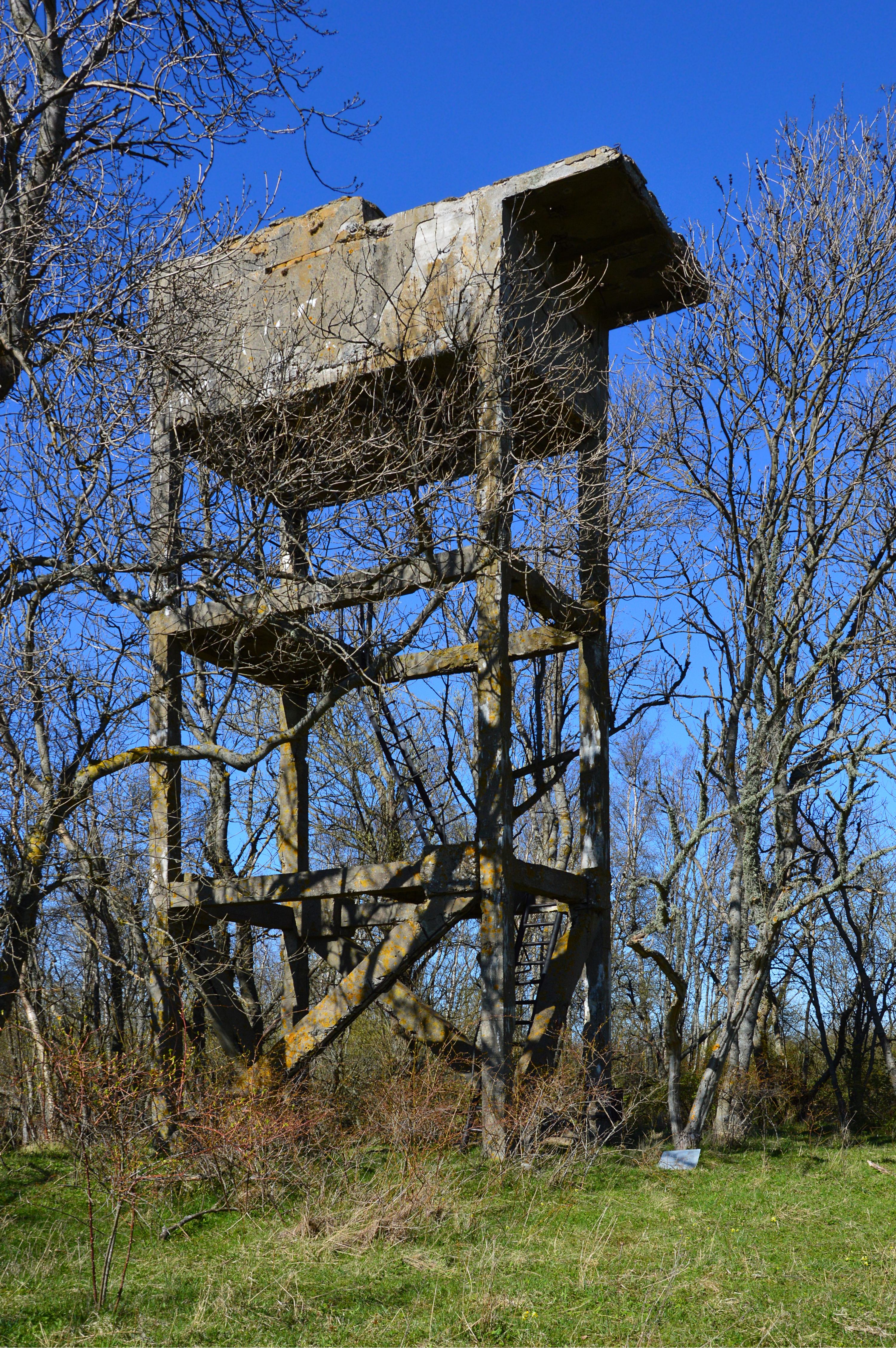
哨所
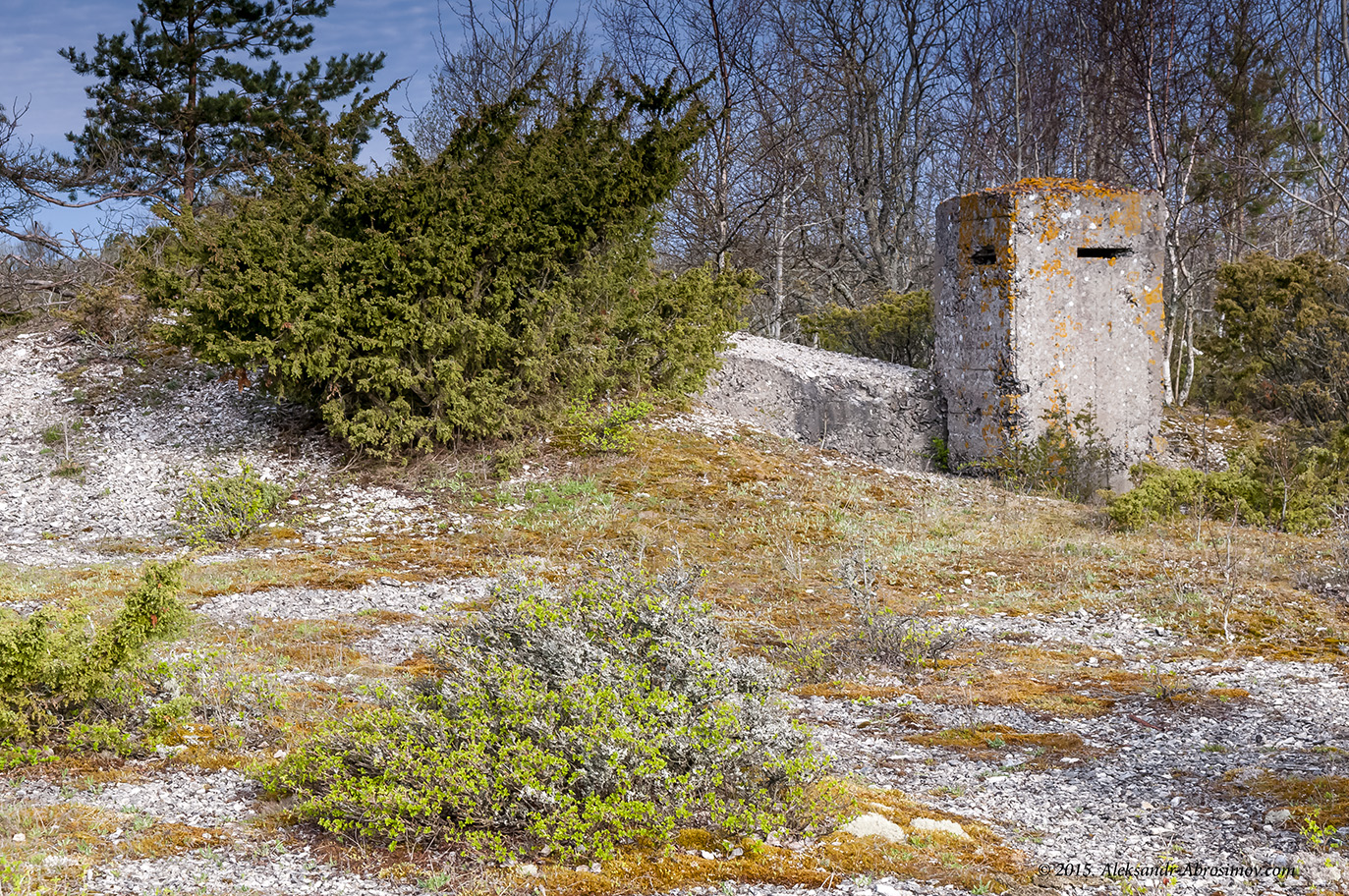
旧军事遗迹
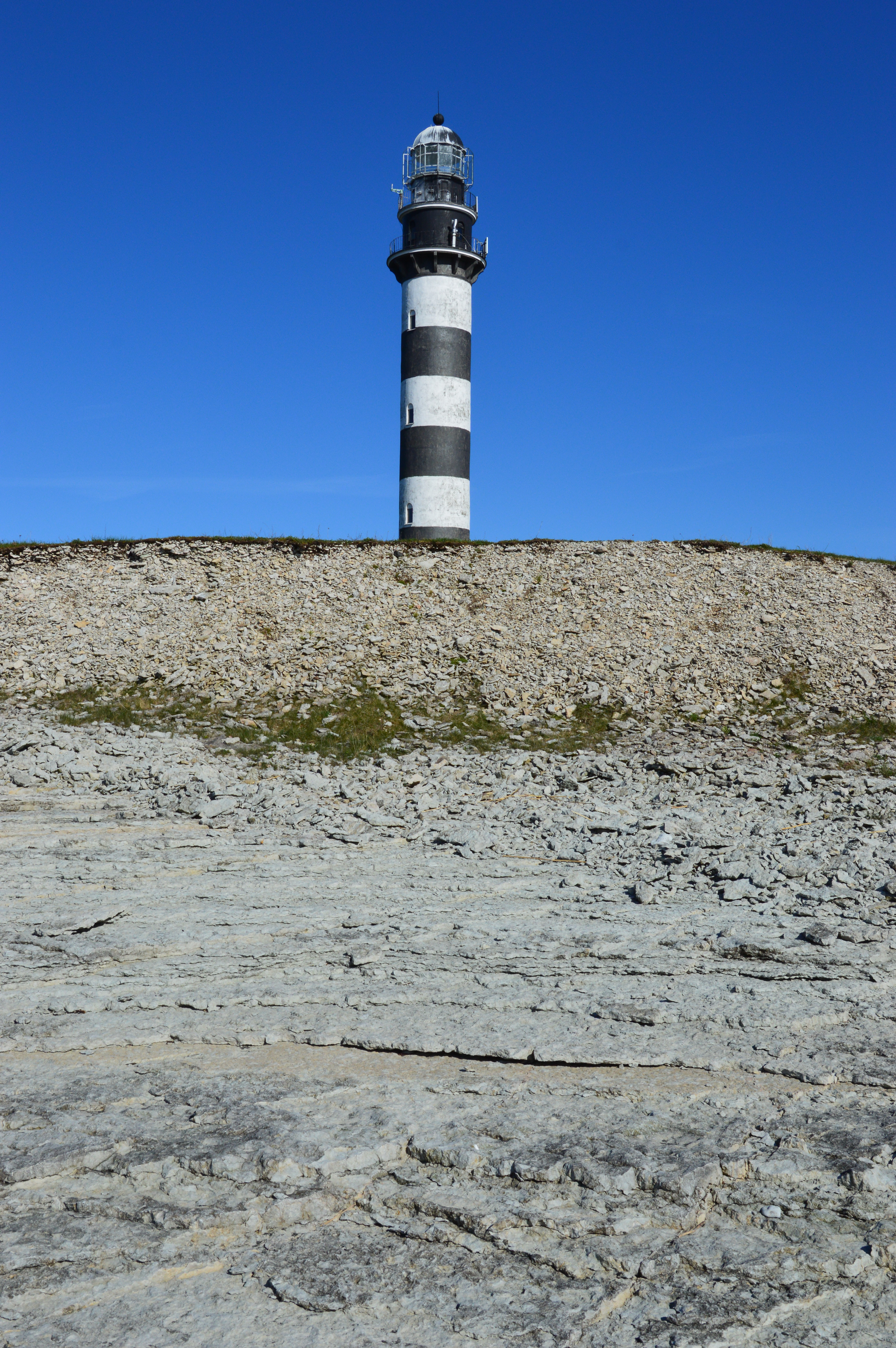
奥斯穆斯灯塔
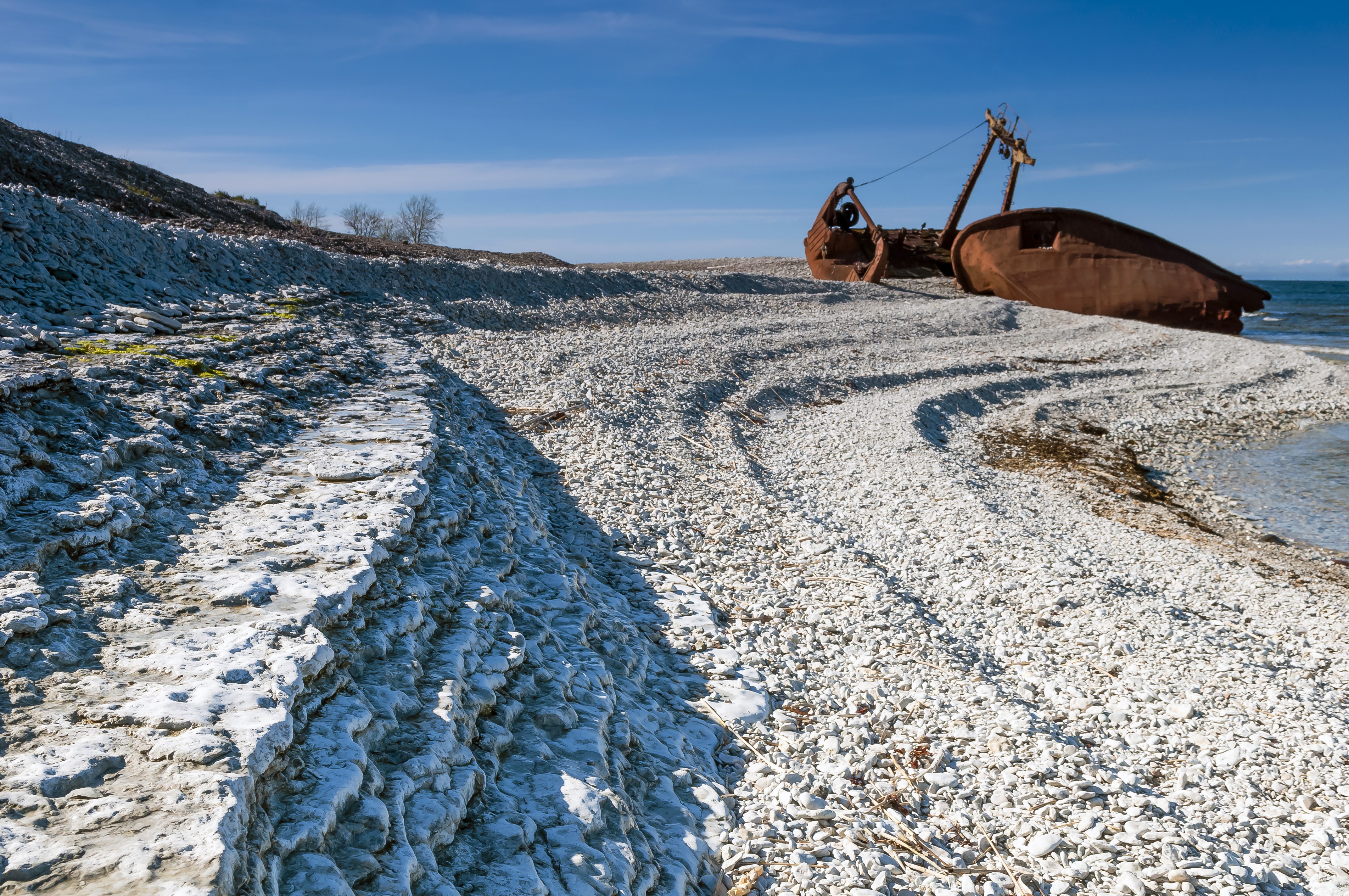
船只遗骸
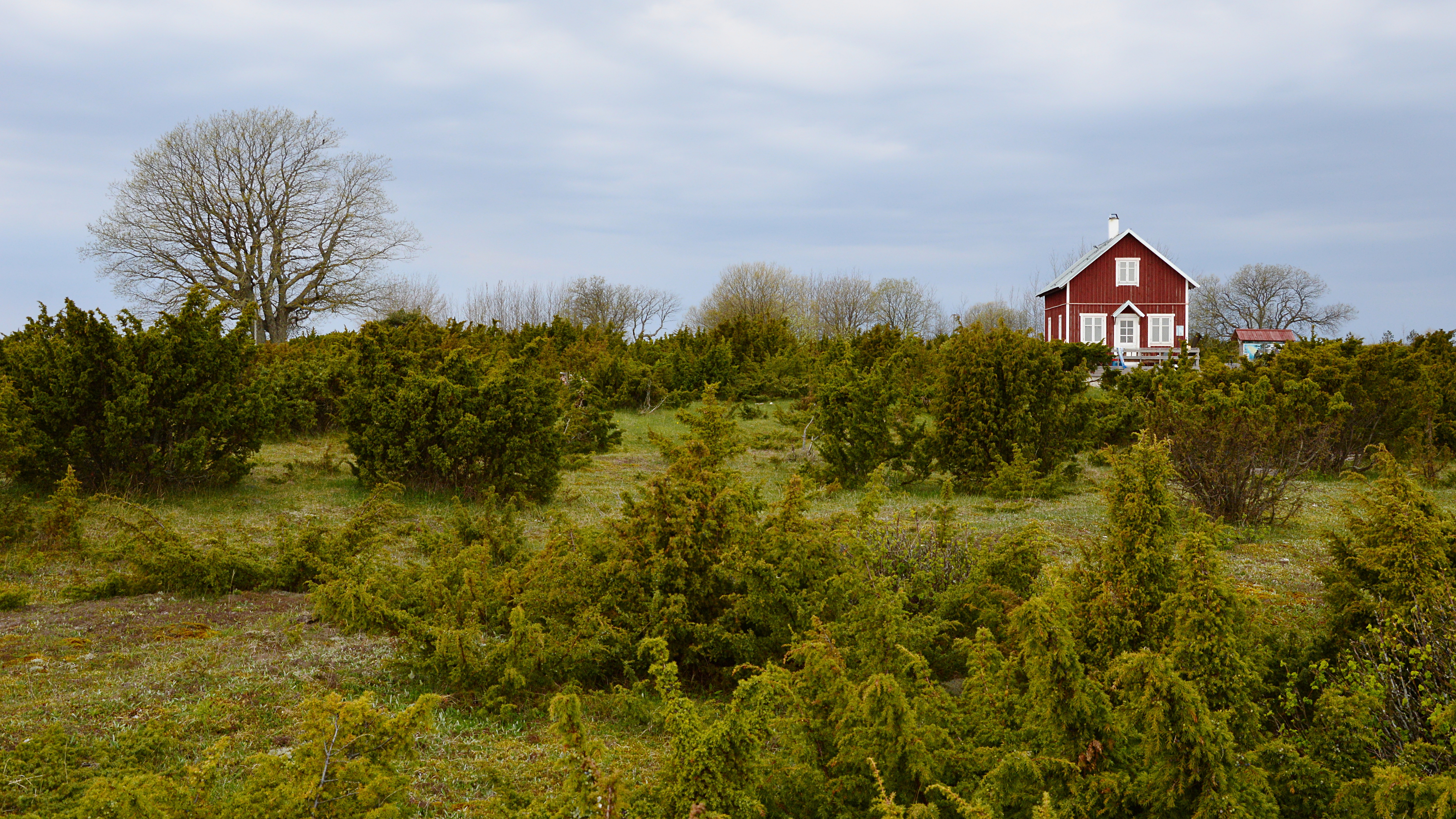
港区建筑

## 地理及地质
奥斯穆斯岛是爱沙尼亚第14大岛。长4.6km，宽1.3km，最长轴线在西北-东南方向。该岛坐落于芬兰湾口，汉科-奥斯穆斯连线被认为是芬兰湾的边界。岛上海拔最高处为8m。
岛上有一半径8km的陨石坑，称为纽古朗撞击坑（Neugrund crater）。岛上的巨型片麻岩及角砾岩均为该次陨石撞击形成。
1976年在奥斯穆斯岛附近发生了爱沙尼亚记录上最大的地震，为里氏4.7级。地震导致了岛上一些悬崖坍塌及数栋建筑损毁。震中在该岛的东北方5-7km处，震源深度10-13km。

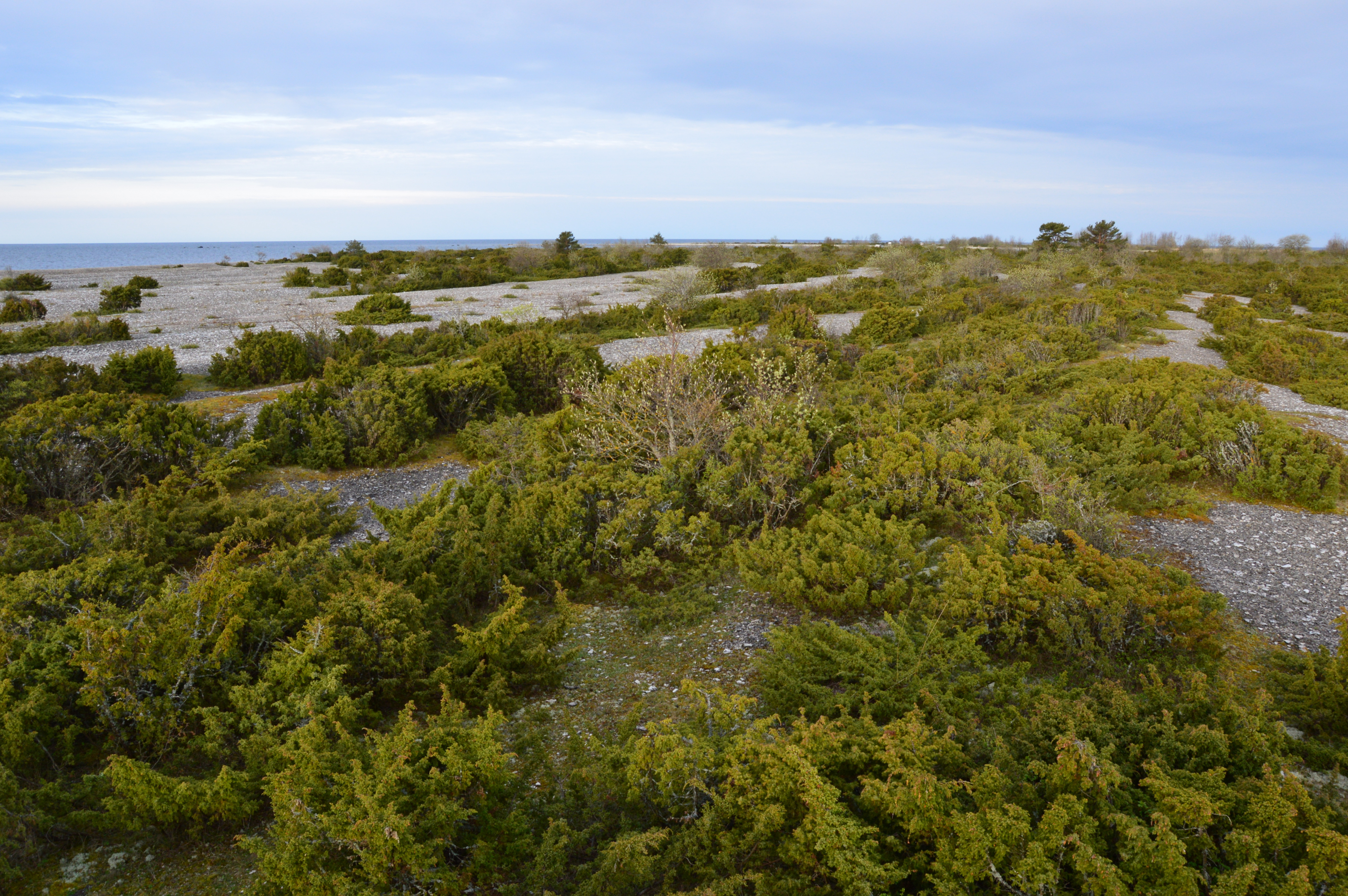
刺柏
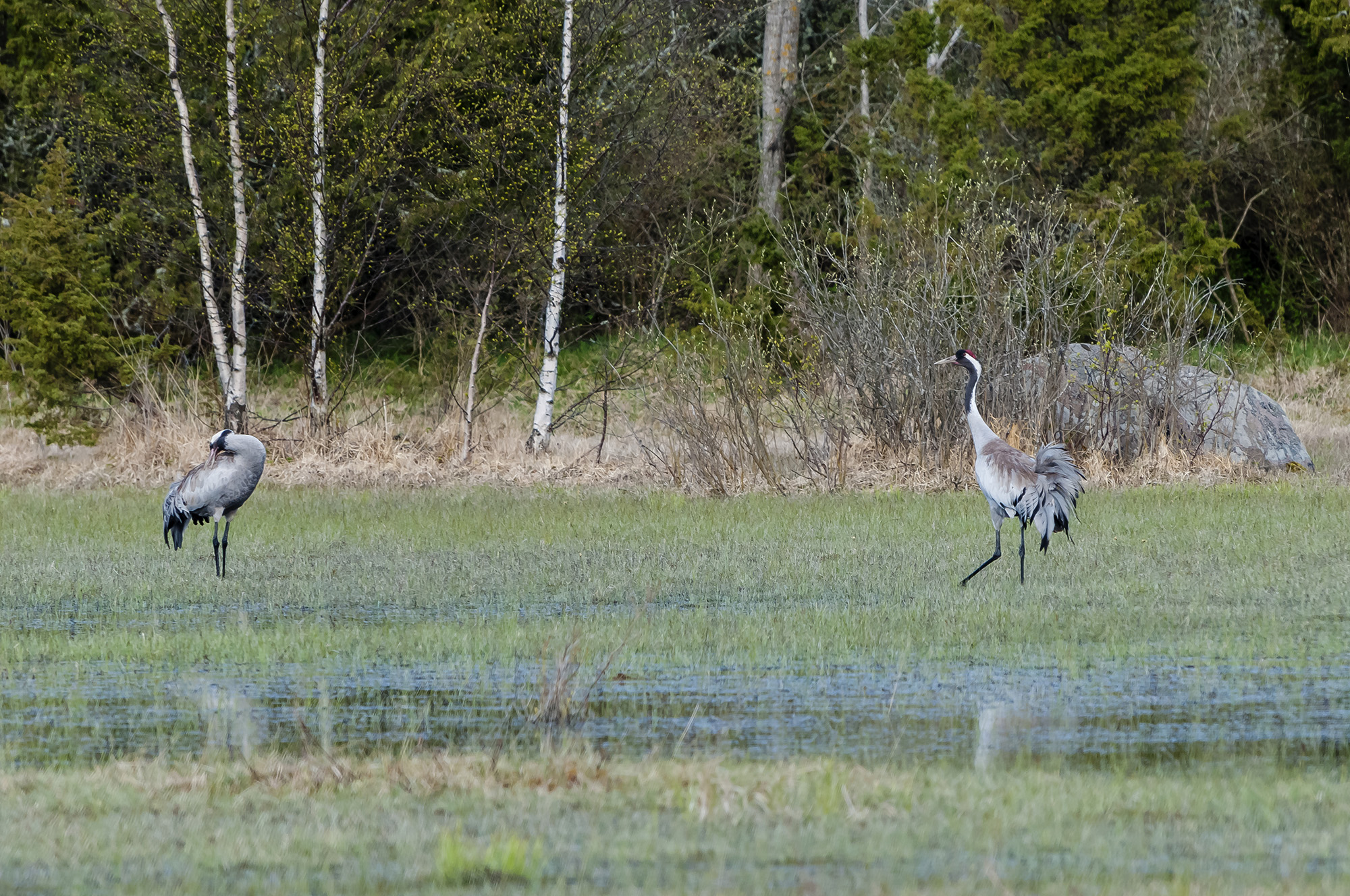
灰鹤
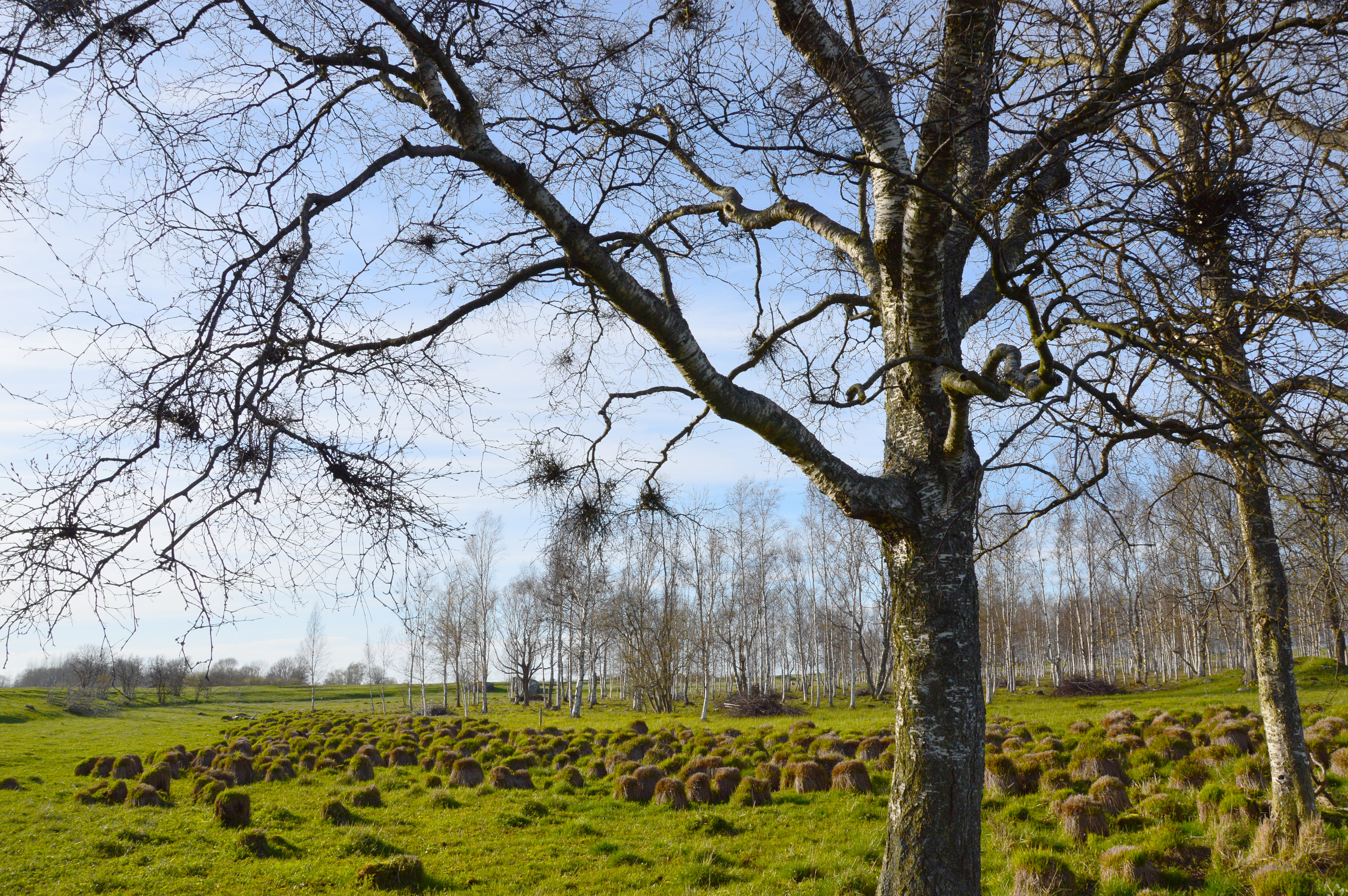
薹草属植物
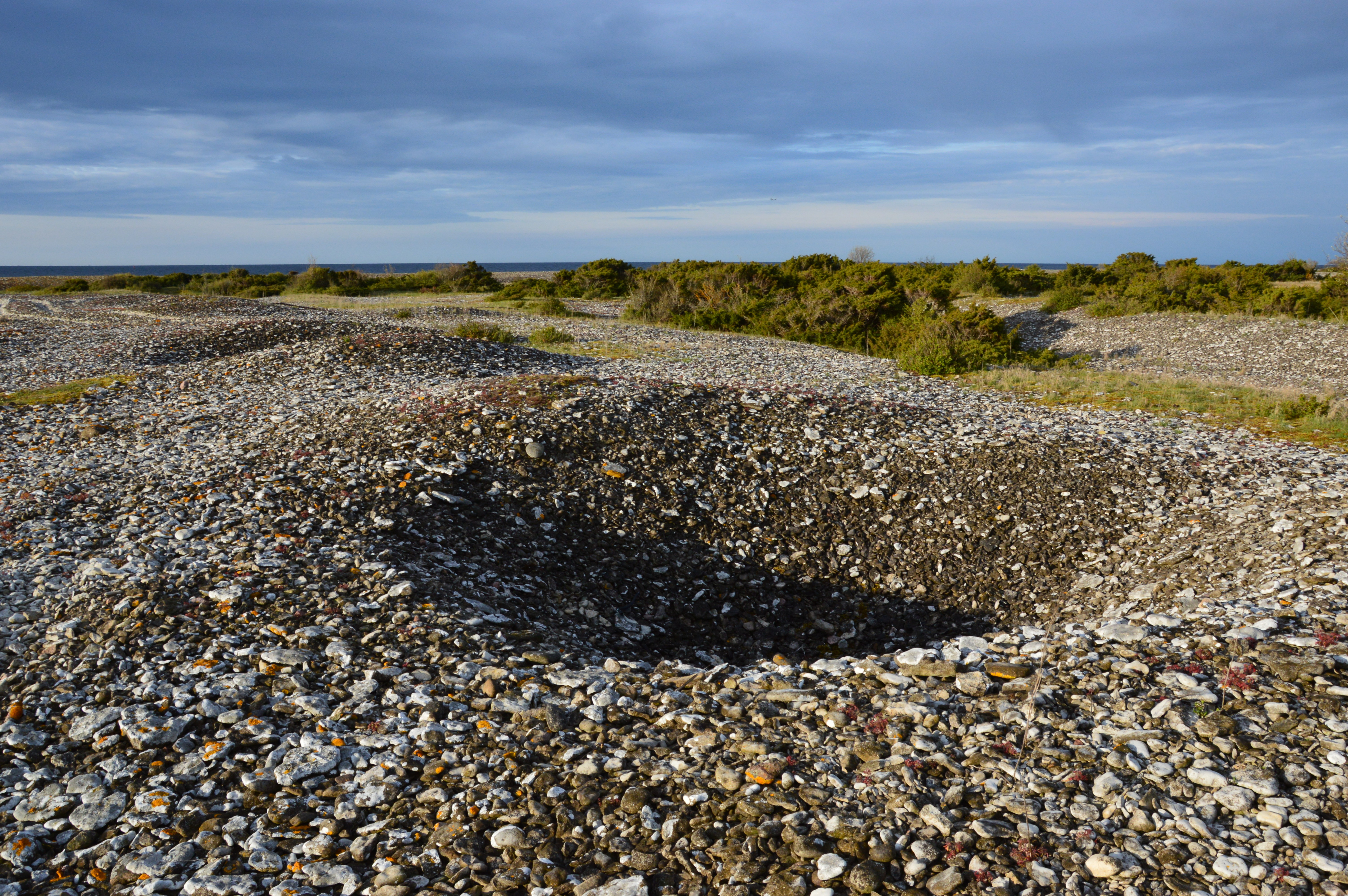
当地风景
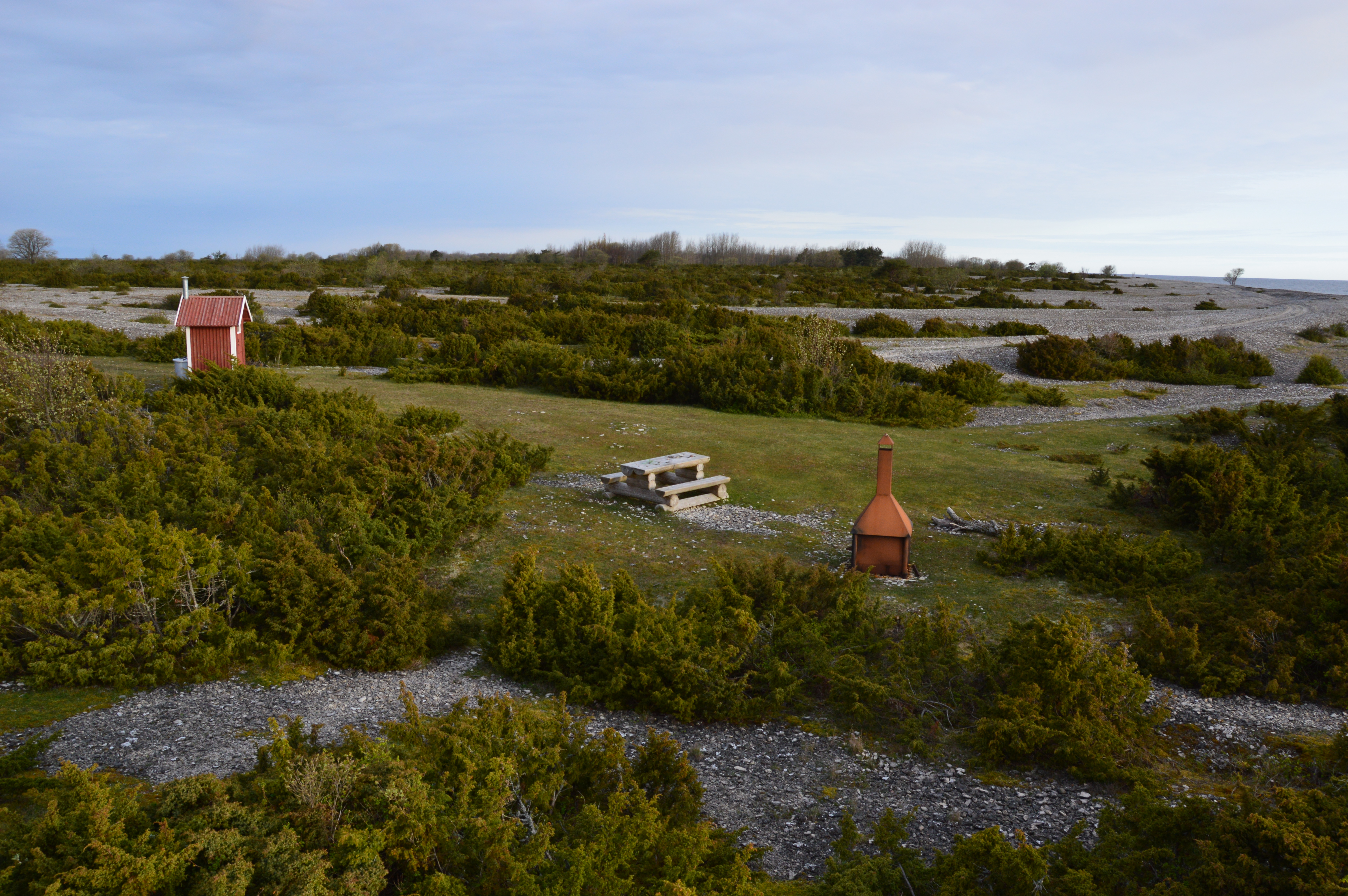
露营地
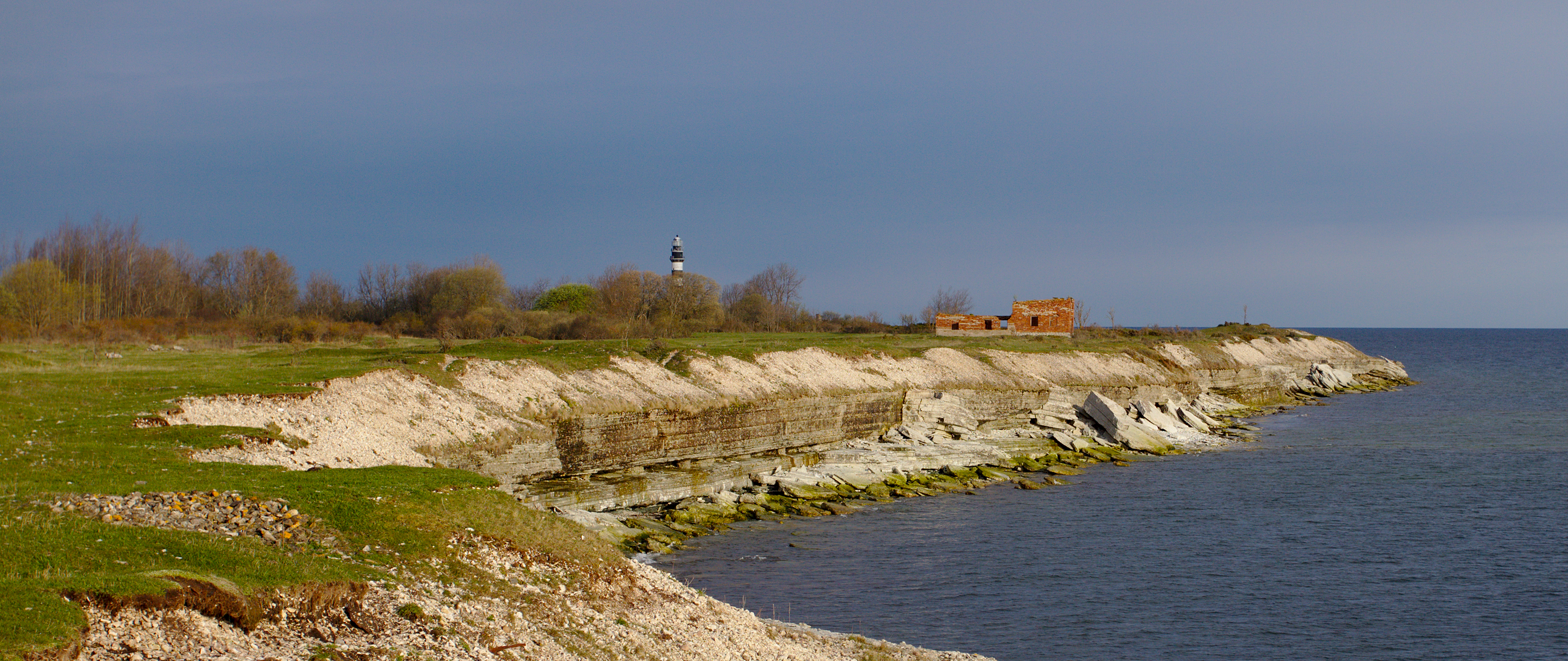
岛东北岸
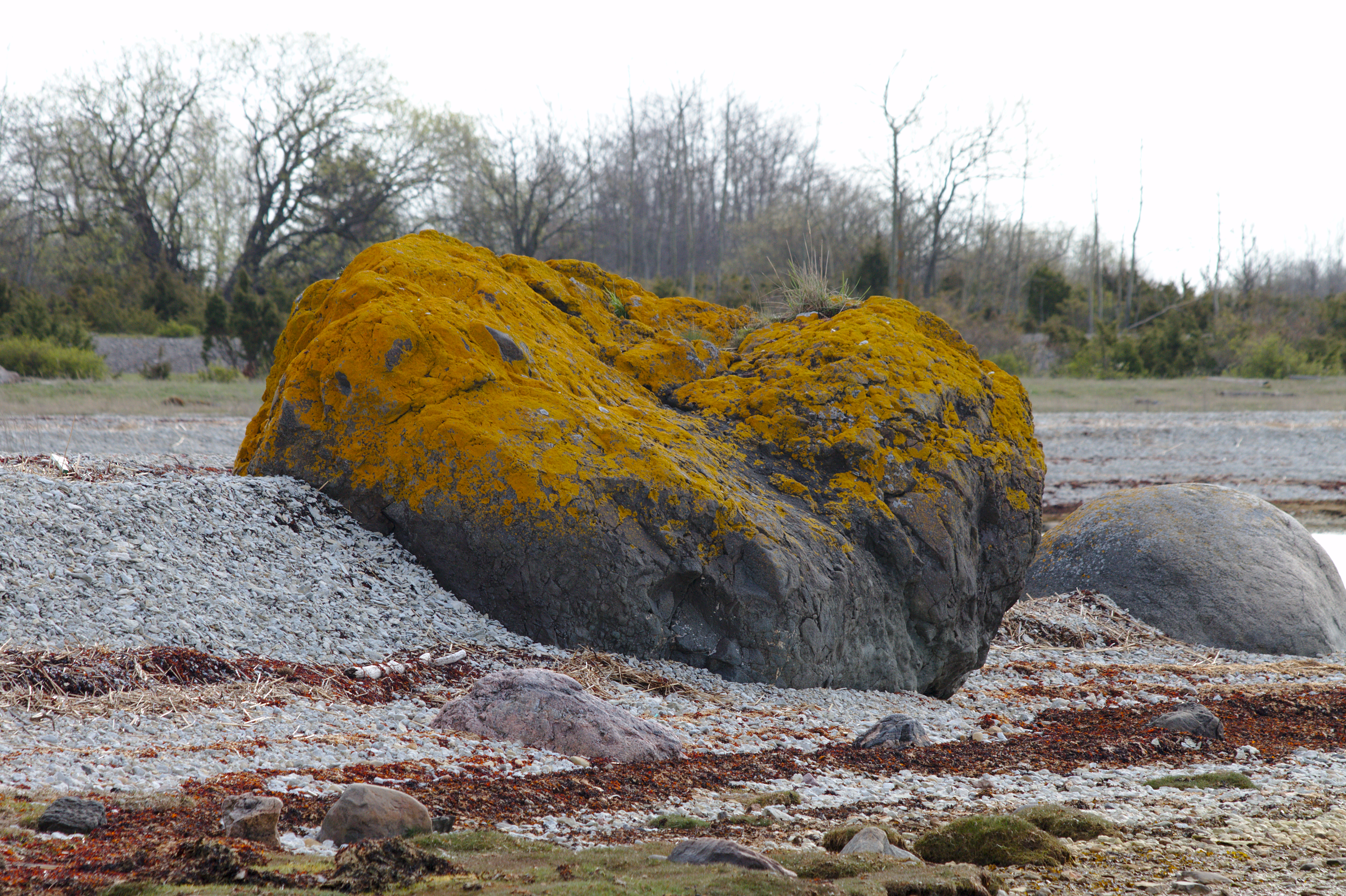
纽古朗角砾岩

## 旅游
奥斯穆斯岛作为旅游地点于2002年开始被人注意，当年由2000游客访问。自后每年夏季都有3000余人访问该岛。